# Elkán György (építész)
Elkán György (Nagyvárad, 1937. május 29. –) magyar műépítész, szakíró.

## Életútja
Középiskolai tanulmányait szülővárosában végezte, a bukaresti Ion Mincu Műépítészeti Főiskolán szerzett oklevelet. Előbb Nagyváradon s Kolozsvárt töltött be építészeti tisztségeket, 1975-től Kolozs megye főépítésze, a megyei néptanács építészeti, terület- és városrendezési osztályának vezetője. A kolozsvári Kutató és Tervező Intézet keretében dolgozta ki megyei, városi és községi területrendezési és közlekedési terveit. Az Arta Plastică, Arhitectura R. S. R., Igazság, Făclia, Korunk, A Hét munkatársa. Tájépítészet c. tanulmányában a környezet megtervezésének és kialakításának közügyét taglalja (Korunk Évkönyv, 1980).
1999 októberében Elkán György tervei alapján a tordaszentlászlói mesterek betonból öntötte obeliszken a magyarfenesi Kun Árpád által faragott négynyelvű márvány-emléktábla állított emléket az 1944-es tordaszentlászlói őszi harcoknak. Számos közéleti személyiséggel együtt Elkán György építész is szorgalmazta a kolozsvári Főtér gödreinek a betemetését. Egyesületek, alapítványok által szervezett rendezvényeken, kiállításokon építészettörténeti előadásokat tartott, köztük az 1910-es években jelentkező szecessziós építészetről.

## Szakcikkei a Korunkban[4]
- Tájrendezés a Gyalui-havasokban, Korunk, 1983, 3. sz.,  230-233. p. (tájrendezés/útleírás)
- A Hajnal-negyed, Korunk, 1984, 4. sz.,  250-252. p. (építészettörténet/várostörténet)
- Óvárosok újulása [Lejegyezte Herédi Gusztáv], Korunk, 1987, 2. sz.,  111-115. p. (urbanisztika, interjú/építészet, interjú)
- Egy településfejlesztés kérdései, Korunk, 1988, 11. sz.,  810-814. p. (szociológia)